# 贾森·威尔逊
贾森·威尔逊（英語：Jason Wilson，1987年7月2日—），来自新南威尔士州，澳大利亚男子曲棍球运动员。他曾代表澳大利亚国家队参加2010年英联邦运动会曲棍球比赛，获得一枚金牌。